# Intraducibilidad
La intraducibilidad es una propiedad de un texto, o de cualquier otro acto de habla, en una lengua, para el cual no existe un texto o acto de habla equivalente a su traducción en otra lengua. 
Los términos no son ni exclusivamente traducibles ni exclusivamente no traducibles; sería más acertado decir que el grado de dificultad de su traducción depende de su naturaleza, así como del conocimiento del traductor de las lenguas origen y meta en cuestión. 
A menudo un texto o un acto de habla que se considera "intraducible" es en realidad una "laguna léxica", es decir, no hay una equivalencia unívoca entre la palabra, expresión o giro en la lengua origen y otra palabra, expresión o giro en la lengua meta. No obstante, un traductor puede recurrir a un gran número de estrategias de traducción para solventar este problema.  

## Estrategias de traducción
N.B.: La mayoría de los siguientes ejemplos comprenden traducciones cuya lengua origen o meta es el inglés.
Las estrategias de traducción que se pueden utilizar en caso de "laguna léxica" incluyen las siguientes: 

### Adaptación
Una adaptación, también llamada traducción libre, es un procedimiento a través del cual el traductor reemplaza un término con connotaciones culturales que solo podrían entender los lectores de la lengua origen del texto con un término que mantiene unas connotaciones culturales similares pero que resulta más familiar a los lectores del texto traducido. 
Por ejemplo, en el comic book belga Las aventuras de Tintín, el nombre del perro de Tintín, "Milou", se traduce como Snowy en inglés, Bobbie en neerlandés, Kuttus en bengalí y  Struppi en alemán; de la misma manera, los detectives Dupont y Dupond se convierten en Thomson y  Thompson en inglés, Jansen y Janssen en neerlandés, Jonson y Ronson en bengalí, Schultze y Schulze en alemán, Hernández y Fernández en español, 杜本 y 杜朋 (Dùběn y  Dùpéng) en chino, Dyupon y Dyuponn en ruso y Skafti y Skapti en islandés.
La adaptación se usa a menudo para traducir poesía, obras de  teatro y publicidad.

### Préstamo
Un préstamo es un procedimiento de traducción que consiste en el uso de una palabra o expresión del texto origen sin modificarla en el texto meta.
Normalmente, los préstamos que no están adaptados en la lengua meta se suelen escribir en cursiva.

### Calco
El calco estructural o calco léxico es un tipo especial de préstamo que no imita la entidad fonética material (significante) del modelo extranjero, sino otros dos aspectos más "internos": el esquema o construcción morfológica (ej.: inglés sky-scraper  → español rascacielos) y la significación (ej.: francés mirage → esp. espejismo, a partir del significado del francés miroir, ‘espejo’). Es uno de los aspectos en los préstamos que más interés ha despertado entre los estudiosos de los contactos.

### Compensación
La compensación es un procedimiento de traducción que consiste en solucionar los problemas de traducción del texto origen que no pueden trasvasarse con la misma forma a la lengua meta sustituyéndolos por otros elementos o formas en el texto meta. 
Por ejemplo, muchas lenguas poseen dos formas pronominales, tanto en singular como en plural, para expresar la segunda persona, una informal y otra formal. Esto se conoce como fórmulas de tratamiento, y se encuentra por ejemplo en lenguas como el francés (tu vs. vous), el español (tú/vosotros vs. usted/ustedes), el ruso, el bengalí ("aapni" vs. "tumi" vs. "tui"), el alemán ("du/ihr" vs. "Sie") y el italiano ("tu/voi" vs. "Lei"), pero no en el inglés contemporáneo. De ahí que al traducir un texto de una de estas lenguas al inglés, el traductor probablemente tenga que compensar esta carencia utilizando un nombre de pila o un apodo, empleando contracciones propias del inglés informal (I'm, you're, gonna, etc.) o usando vocabulario de un registro lingüístico más o menos formal.

### Paráfrasis
La paráfrasis, o perífrasis, es un procedimiento de traducción en el que el traductor reemplaza una palabra del texto origen por un conjunto de palabras o una expresión en el texto meta. Por ejemplo, la palabra portuguesa saudade frecuentemente se traduce al inglés como the feeling of missing someone who is not in a place,  "sentimiento de echar de menos a alguien que no está". Otro ejemplo, similar al "saudade" del portugués, es "dor" en rumano, que se traduce al inglés como the feeling of missing someone who is gone or the needing of something which is not available in that moment, "echar de menos a alguien que se ha ido o necesitar algo que no se encuentra disponible en un momento determinado." 
Un ejemplo de intraducibilidad es la palabra holandesa gezelligheid, que no tiene un equivalente en inglés ni en español, aunque a veces se utiliza la palabra alemana Gemütlichkeit (comodidad). Literalmente, significa "ambiente acogedor, amigable, agradable", pero también puede connotar un tiempo pasado con los seres queridos, el hecho de ver a un amigo después de mucho tiempo, la amigabilidad y extroversión de una persona o un sentimiento general de unidad.
Este tipo de vacío en una lengua puede conducir a introducir préstamos de la lengua de partida (emitente o emisora) en la de llegada (receptora).

### Nota del traductor
Una nota del traductor (abreviada generalmente como: N.T.) es una nota (por lo general una nota al pie o una nota a final de página) añadida por el traductor en el texto meta para proporcionar información adicional sobre la traducción, sobre un referente cultural o cualquier otra explicación.
En algunos exámenes de traducción se permiten o incluso se piden estas notas. Algunos traductores consideran que tener que recurrir a estas notas supone un fracaso en la traducción, aunque esta opinión es minoritaria entre los profesionales de la traducción.[cita requerida]

### Neologismo
Un neologismo es una palabra o término acuñado recientemente o que se toma como préstamo de otra lengua; también puede ser una nueva acepción de una palabra o término ya existente. Existen neologismos de forma y neologismos de sentido. Los primeros son creados mediante la combinación de elementos léxicos, mientras que los neologismos de sentido se obtienen cuando se atribuye un nuevo sentido a un término ya existente.